# هاروكو سيجاميرا
هاروكو سيجاميرا (باليابانية: 杉村春子) هي ممثلة يابانية، ولدت في 6 يناير 1909 في اليابان، وتوفيت بنفس المكان في 4 أبريل 1997. من الجوائز التي نالتها صاحب الاستحقاق الثقافي ‏ سنة 1974.

## أعمال

### أفلام
- (1953) قصة طوكيو
- (1964) كوايدان

## جوائز
- صاحب الاستحقاق الثقافي [الإنجليزية]‏ (1974)

## وصلات خارجية
- هاروكو سيجاميرا على موقع IMDb (الإنجليزية)
- هاروكو سيجاميرا على موقع روتن توميتوز (الإنجليزية)
- هاروكو سيجاميرا على موقع ألو سيني (الفرنسية)
- هاروكو سيجاميرا على موقع أول موفي (الإنجليزية)
- هاروكو سيجاميرا على موقع قاعدة بيانات الأفلام السويدية (السويدية)
- هاروكو سيجاميرا على موقع قاعدة بيانات الفيلم (الإنجليزية)
- هاروكو سيجاميرا على موقع كينوبويسك (الروسية)